# Iglesia Presbiteriana de Arch Street
La Iglesia Presbiteriana de Arch Street (Arch Street Presbyterian Church, (ASPC en inglés)) es una Iglesia Presbiteriana histórica en 1724 Arch Street, ubicada entre los dos rascacielos de Comcast en el vecindario de Logan Square en Filadelfia, Pensilvania. Fue diseñado por el estudio de arquitectura de Hoxie & Button y construido en 1855. Es de estilo neoclásico de una sola planta con elementos griegos y romanos. Presenta un pórtico sostenido por cuatro columnas de orden corintio y una cúpula artesonada.
Se agregó al Registro Nacional de Lugares Históricos en 1971. 

## Historia

### SiglosXIXyXX
Construida en 1855, fue la iglesia presbiteriana del centro del "establecimiento" durante el siglo XIX y gran parte del siglo XX. La arquitectura es de estilo renacentista griego neoclásico, en contraste con el moderno rascacielos Comcast Center de al lado. El interior presenta columnas ornamentadas, un techo abovedado y un órgano enorme.
En las décadas de 1920 y 1930, era un bastión conservador en los debates teológicos que sacudieron a la Iglesia Presbiteriana y otras denominaciones protestantes principales. El pastor principal durante este período, el Rev. Clarence E. Macartney, participó en un debate público con uno de los principales predicadores modernistas, el Rev. Harry Emerson Fosdick de la ciudad de Nueva York. Vincent Persichetti se desempeñó como organista y director de coro de 1932 a 1948.
A finales del siglo XX, la congregación disminuyó a medida que muchos miembros se mudaron del centro de la ciudad de Filadelfia.

### Siglo 21
A principios de la década de 2000, tenía solo unas pocas docenas de miembros activos. Sin embargo, los bancos estaban repletos el domingo 28 de enero de 2007, cuando el Príncipe Carlos y la Duquesa Camila adoraron durante su visita a los EE UU.
En 2008, el Presbiterio de Filadelfia de la Iglesia Presbiteriana (EE. UU.) decidió intentar revitalizar la iglesia. El Rvdo. William Golderer, quien también es el pastor convocante de Broad Street Ministry, fue reclutado para liderar el esfuerzo. El personal pastoral ahora incluye al Rev. Golderer, pastor principal; Rvdo. Carla A. Jones Brown, Ministra de Ánimo, Inspiración e Intercesión; Rvdo. David Norse, Ministro de Consejería Pastoral y Pertenencia LGBTQ; Rvdo. Anne Park, Ministra de Liderazgo Ejecutivo; Rvdo. Mike Pulsifer, Ministro de Difusión, y el Dr. J. Donald Dumpson, Ministro de Música. El Dr. Dumpson proviene de la tradición bautista afroamericana y dirige un programa de música que incluye influencias clásicas, tradicionales, folclóricas y evangélicas.

La iglesia ahora tiene una asistencia creciente y una membresía de más de 100, con una composición racial y socioeconómica diversa. La teología actual de la iglesia podría caracterizarse como progresista e inclusiva, con un culto en la tradición protestante reformada. La programación incluye una escuela dominical para niños durante el culto, actividades de divulgación, un ministerio de diáconos, un "Club del buen libro" (estudio bíblico los miércoles a la hora del almuerzo) y "Iglesia en la cervecería" (una reunión mensual en un pub local para discutir temas de fe y vida). La iglesia alberga Arch Street Preschool, un preescolar de lunes a viernes operado por una corporación sin fines de lucro 501 (c) (3). La declaración de la misión de la iglesia incluye el compromiso de "dar la bienvenida y anticipar la presencia de aquellos nuevos en la fe, aquellos que anhelan una conexión más profunda con Dios y el prójimo, y aquellos que sospechan de las trampas de la religión".

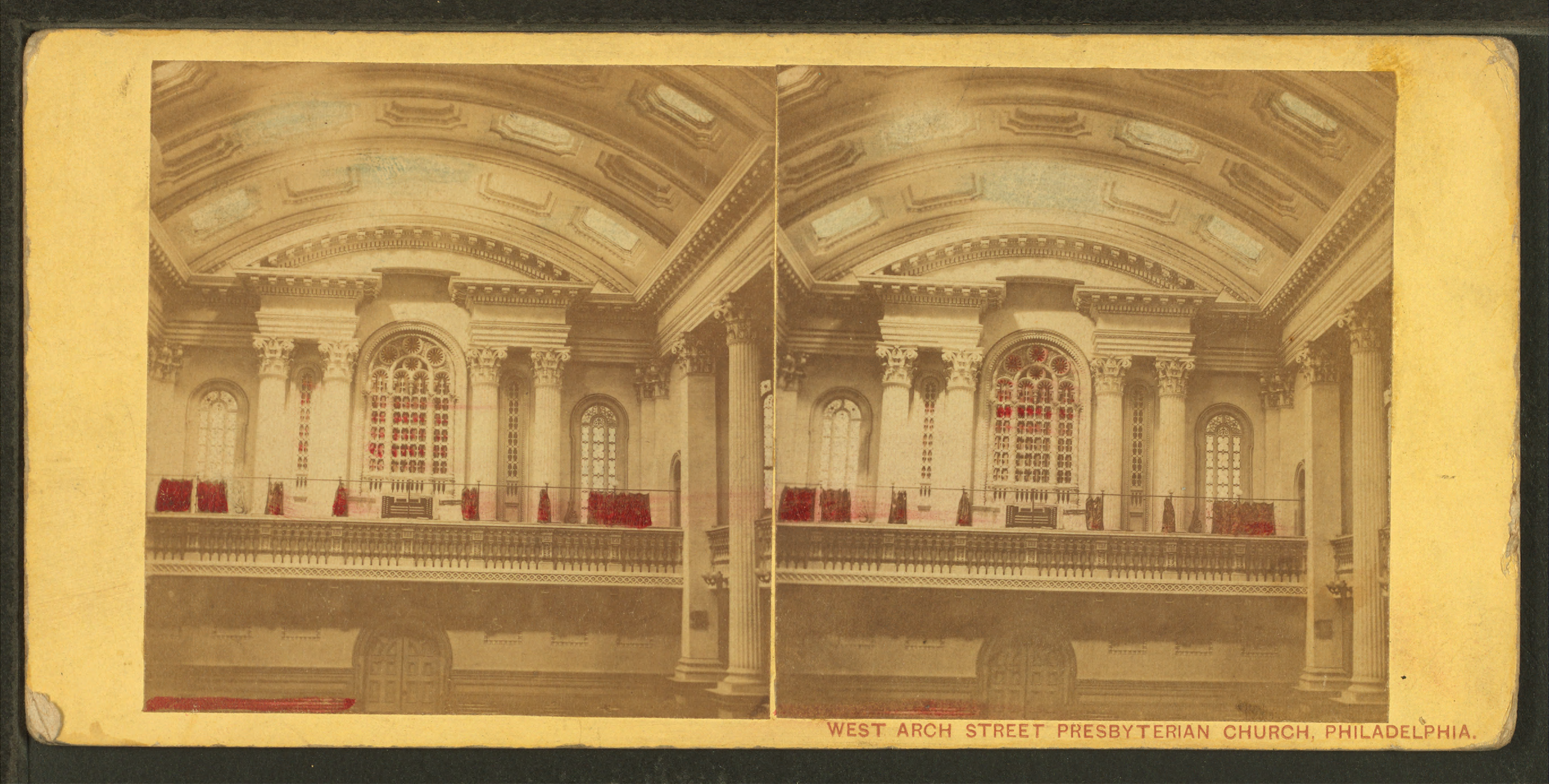
Interior, c. 1861.
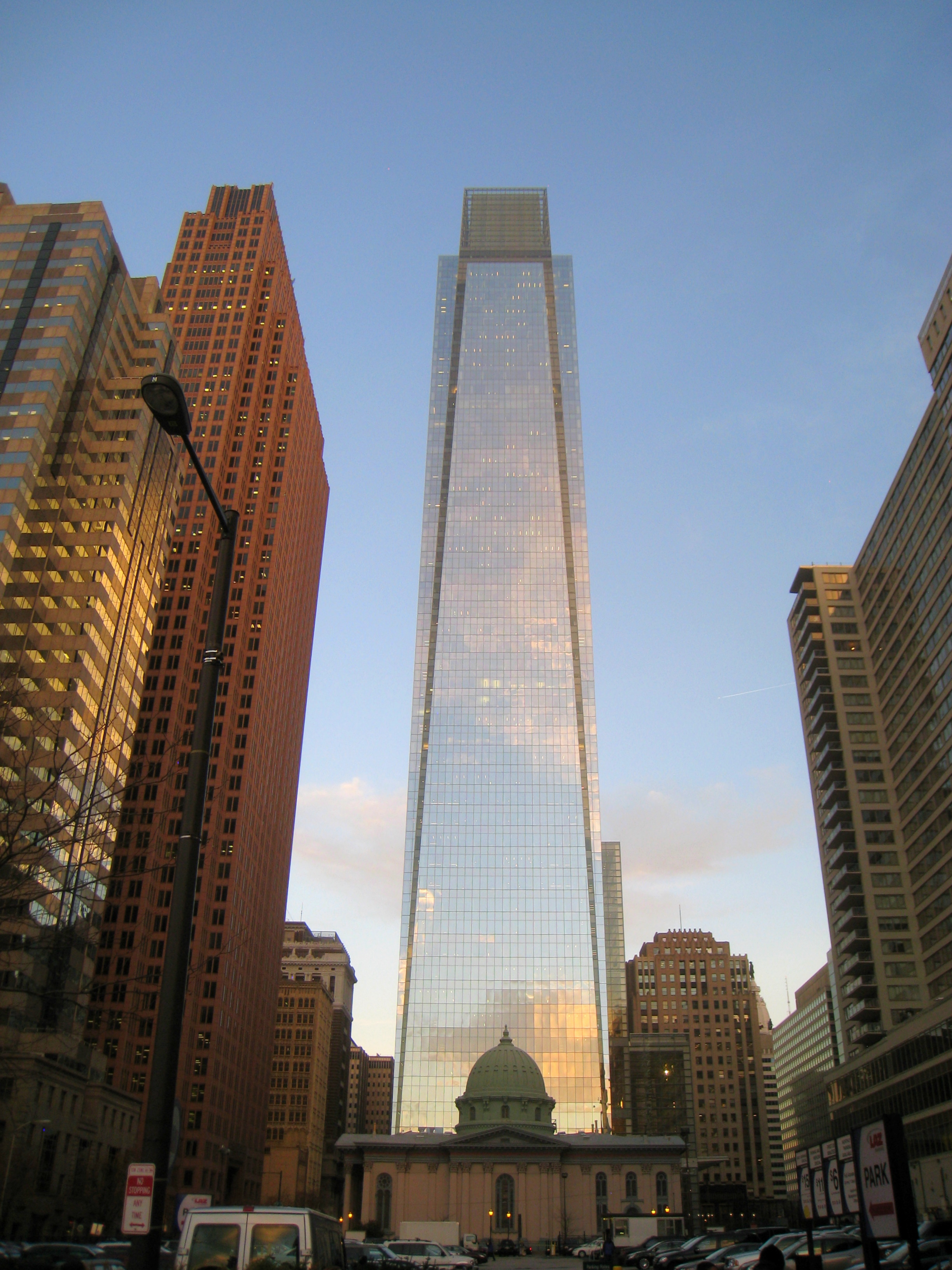
Mirando hacia el este desde 19th Street, con el Comcast Center elevándose sobre la iglesia.